# Диспрозијум
Диспрозијум (Dy, лат. dysprosium), је хемијски елемент из групе лантаноида са атомским бројем 66. Име је добио по грчке речи dysprositos која значи „тешко одржљив“. Диспрозијум је заступљен у земљиној кори у количини од 6 ppm.  То је ретки земни елемент, металног сребрнастог сјаја. Диспрозијум се не може наћи у природи у елементарном стању, већ је присутан у бројним минералима као што је ксенотим. Најважније руде су му: монацит  и .  Природна изотопска смеса диспрозијума састављена је из седам изотопа међу којима највише има изотопа 164.
Овај елемент први је открио Пол Емил Лекок де Буабодран 1886, али у свом чистом елементарном облику није добијен све до развоја јонско-измењивачких техника 1950-их. Диспрозијум се користи у релативном мало апликација, углавном тамо где се не може заменити неким другим хемијским елементима. Најчешће се употребљава због свог врло великог попречног пресека апсорпције термалних неутрона, што га чини погодним за контролне шипке у нуклеарним реакторима, као и због велике магнетске сусцептибилности. Такође се користи и у уређајима за похрањивање података, те као састојак терфенола-Д. Растворљиве соли диспрозијума су слабо отровне, док се његове нерастворљиве соли не сматрају отровним.

## Историја
Године 1878. у рудама ербијума пронађени су оксиди елемената холмијума и тулијума. Француски хемичар Пол Емил Лекок де Буабодран, док је 1886. у Паризу радио са холмијум оксидом, из узорка је издвојио диспрозијум-оксид. Његова процедура за издвајање диспрозијума укључивала је растварање диспрозијум-оксида у киселинама, затим додавање амонијака како би се исталожио хидроксид. Тек након више од 30 покушаја успео је да изолује елемент диспрозијум из његовог оксида. Новом елементу дао је име dysprosium од грчког disprositos (δυσπρόσιτος), што приближно значи „(онај) који се тешко добије”. Ипак, елемент у релативно чистом облику није добијен све до развоја јонско-измјењивачких техника које је развио Франк Спединг са сарадницима на Државном универзитету Ајове почетком 1950-их.

## Особине

### Физичке
Диспрозијум је ретки земни елемент, са металним, светло сребреним сјајем. Доста је мек, тако да се може резати ножем, те машински обрађивати без искрења, чак и када нема хлађења при обради. Физичке особине диспрозијума значајно се мењају, ако су у њему присутне чак и најмање количине нечистоћа других елемената и супстанци.
Диспрозијум и холмијум имају највећи магнетску пропустљивост (снагу) од свих елемената, а нарочито при врло ниским температурама. Диспрозијум има врло једноставно феромагнетно уређење на температурама испод 85 K (−188,2 °). На температурама изнад тога, прелази у спирално антиферомагнетно стање у којем су сви атомски моменти у одређеном слоју базне равни паралелни, оријентисани под непромењивим углом према моментима суседних слојева. Овако необичан антиферомагнетизам се трансформише у неуређено (парамагнетно) стање при температури од 179 K (−94 °C).

### Хемијске
Метални диспрозијум полко потамни у присуству ваздуха и лако сагорева дајући диспрозијум(III) оксид:
Овај елемент је доста електропозитиван и споро реагује с хладном водом (а много брже с врелом) градећи диспрозијум хидроксид:
Диспрозијум бурно реагује са свим халогеним елементима на температури изнад 200 °:
 [зелен]
 [бео]
 [бео]
 [зелен]
Такође се лако раствара у разређеној сумпорној киселини градећи растворе који садрже жуте Dy(III) јоне у облику комплекса :
Настало једињење, диспрозијум(III)-сулфат, је изразито парамагнетичан.

### Изотопи
Диспрозијум у природи састављен је из седам изотопа: 156, 158, 160, 161, 162, 163 и 164Dy. За све ове изотопе сматра се да су стабилни, мада се изотоп 156 распада алфа распадом с временом полураспада од преко 1×1018 година. Од природних изотопа, најзаступљенији је 164Dy са уделом од 28%, а следи изотоп 162Dy са 26%. Најмање је заступљен изотоп 156Dy са 0,06% удела.
Поред стабилних, познато је још и 29 радиоактивних вештачких изотопа, чије атомске масе се крећу у распону од 138 до 173. Најстабилнији радиоактивни изотоп диспрозијума је 154Dy са временом полураспада од приближно 3×106 година. Следи 159, чије време полураспада износи 144,4 дана. Најмање стабилан изотоп је 138Dy, који има време полураспада од 200 ms. Као генерално правило, изотопи лакши од стабилних претежно се распадају бета распадом (β+), док они тежи од стабилних углавном се распадају β− распадом. Ипак, изотоп 154 се распада углавном алфа распадом, док се изотопи 152 и 159 претежно распадају електронским захватом. Диспрозијум такође има најмање 11 метастабилних изомера, чије атомске масе се крећу од 140 до 165. Најстабилнији метастабилни изомер је , чије време полураспада износи 1,257 минуту. Изотоп 149Dy има два метастабилна изомера, од којих други, , има време полураспада од 28 наносекунди.

## Распрострањеност
Иако се диспрозијум нигдје не може наћи у облику самородног елемента, нађен је у саставу бројних минерала, као што су  ксенотим, фергусонит, гадолинит, еуксенит, поликрас, бломстрандин, монацит и бастнесит; често заједно с ербијумом, холмијумом и другим ретким земним елементима. У данашње време, већина диспрозијума добија се из јонско-апсорбујућих глинених руда из јужне Кине, а у будућности се очекује да би се могао добијати из рудних извора у подручју Холс Крика у западној Аустралији. У таквим рудним изворима који садрже велике количине итријума, диспрозијум је један од највише заступљених тешких лантаноида, са садржајем од 7% до 8% концентрата (поређења рад, такав концентрат садржи око 65% итријума). Концентрација Dy у Земљиној кори износи око 5,2  а у морској води око 0,9 .

## Добијање
Основни начин добијања диспрозијума је из монацитног песка, мешавине разних фосфата. Метал се добија као нуспроизвод при индустријској производњи и издвајању итријума. Да би се из руде издвојио чисти диспрозијум, већина непожељних метала се може уклонити деловањем магнета или процесом флотације. Тек након тога диспрозијум се може одвојити од других ретких земних метала у неком од процеса јонско-измењивачке технике. Добијени јони диспрозијума затим реагују било са флуором или хлором да би се добио диспрозијум флуорид, DyF3 или диспрозијум хлорид, DyCl3. Ова једињења се могу редуцирати са металним калцијумом или литијумом, како је приказано у следећим реакцијама:
Састојци се стављају у тигл сачињен од тантала те се пале у атмосфери хелијума. Како реакција напредује, добијена халидна једињења и истопљени диспрозијум се одвајају једни од других, јер имају различите густине. Затим се смеша хлади, а диспрозијум се може одсећи и одвојити од нечистоћа. Сваке године у свету се произведе око 100 тона диспрозијума, а 99% од тога се произведе у Кини. Цене овог метала се повећала за 20 пута, од 7 америчких долара за фунту (0,45359237 ) 2003. године на 130 УС$ за фунту крајем 2010. године. На светском тржишту цена је кретала око 1.400 УС$ по kg у 2011. али је пала на 240 УС$ у 2015, углавном због бесправне производње у Кини где су произвођачи „заобилазили” законске регулативе и ограничења кинеске владе. Према извештајима америчког министарства енергије, због великог броја тренутних и очекиваних апликација за чији успех је неопходан, између осталог, и диспрозијум, уз истовремени недостатак неког погодног материјала који би га заменио у кратком временском интервалу, наводи се да би диспрозијум могао бити један од најкритичнијих елемената за непојављивање технологија за добијање чисте енергије. Према извештајима из 2011, најоптимистичнија предвиђања била су да ће већ за наредне четири године доћи до недостатка диспрозијума на светском тржишту. Ипак, већ крајем 2015. у погону је била екстракцијска индустрија ретких земаља (укључујући и диспрозијума) у западној Аустралији.